# Démographie du Timor oriental
Cet article présente diverses informations sur la démographie du Timor oriental, un État de l'Asie du Sud-Est.

## Recensement 2022
Le Timor oriental comptait un peu moins de 950 000 habitants au début de l’année 2006, le recensement de 2022 a donné un résultat de 1 341 737 habitants ; 383 416 personnes vivent dans les zones urbaines, 958 321 sont des ruraux.
L’évolution de la population au XXe siècle montre des fluctuations notables, notamment en raison des conflits armés. Avant la Seconde Guerre mondiale, environ 450 000 personnes vivaient dans l’ancienne colonie portugaise. Lors du dernier recensement portugais en 1970, il y avait 609 477 habitants. L’invasion indonésienne en 1975, la guérilla et les représailles de la puissance occupante ont fait 183 000 morts entre 1974 et 1999. Beaucoup ont également fui le pays, en particulier au lendemain de l’invasion, puis dans les années 1990, culminant avec les expulsions de 1999, qui ont finalement conduit à l’intervention de la communauté internationale. Environ 280 000 timorais de l’Est ont été déportés de force vers le Timor occidental ou y ont trouvé refuge. 